# Löjtnant Hornblower
Löjtnant Hornblower (Lieutenant Hornblower, 1952) är C.S. Foresters sjunde roman om sjöofficeren Horatio Hornblower.

## Handling
Hornblower är femte löjtnant på HMS linjeskeppet Renown. Det finns inte många chanser att få befordran då. Men snart dyker det rätta ögonblicket upp att glänsa inför överordnade. Kommendörkapten Sawyer skadar sig allvarligt och blir förklarad oförmögen att föra befäl. Den förste löjtnanten (som blir tillförordnad befälhavare) är vek och måste hela tiden rådfråga sina underordnade vad som bör göras.
Renowns uppdrag är att ta över ett fort i Västindien som kan störa Englands handel. Buckland (förste löjtnant) är osäker om han bör genomföra uppdraget eller segla till Kingston, Jamaica och lämna över fartyget till en kommendörkapten. Hornblower uppmuntrar honom att genomföra uppdraget och det leder till att Hornblower får leda en landsättningsstyrka som med stor framgång erövrar fortet. När Hornblower kommer hem till England utses han till kapten trots sin låga grad.